# Lữ đoàn 406, Quân đội nhân dân Việt Nam
Lữ đoàn tăng - thiết giáp 406 là một lữ đoàn lục quân thuộc Quân đoàn 29 (trước đó gọi là Quân đoàn 6) của Quân khu 2, có nhiệm vụ bảo vệ biên giới phía bắc tỉnh Lào Cai.

## Lịch sử
Lữ đoàn 406 được thành lập ngày 23 tháng 10 năm 1979 từ các đơn vị:
1. Lữ đoàn Bộ từ Đoàn 26 thuộc Quân khu 7 (Miền Đông Nam Bộ) vừa hoàn thành nhiệm vụ ở biên giới Tây Nam;
2. Tiểu đoàn 3 - BBCG bọc thép (xe K63) từ Lữ đoàn 215 thuộc BTL Tăng -TG được tăng cường cho hướng Lạng Sơn rồi sang khu vực Lào Cai;
3. Tiểu đoàn 1 xe tăng (T54) từ Lữ đoàn 574 thuộc Quân khu 5;
4. Tiểu đoàn 2 xe tăng (K63-85) từ Lữ đoàn 201 thuộc BTL Tăng - TG; và
5. các đơn vị trực thuộc cùng nhiều cán bộ chiến sĩ được tăng cường từ BTL Tăng - TG.

Năm 1983, Lữ đoàn được thành lập thêm một số đơn vị gồm:
1. Tiểu đoàn 2b mới xe tăng (T54) nhận trực tiếp từ Cảng Hải Phòng;
2. Đại đội hỏa lực cối 82 mm (c4) cho Tiểu đoàn 3 - BBCG; và
3. Đại đội cao xạ 37 mm (c16) trực thuộc.

Năm 1984, do tình hình chiến sự ác liệt tại mặt trận Vị Xuyên - Hà Giang, Tiểu đoàn 2 xe tăng K63-85 (đóng quân tại xã Phú Nhuận, huyện Văn Bàn, Lào Cai trong đội hình Sư đoàn 356 tại Xuân Giao, Bến Đền) được bổ sung cho Sư đoàn 356 và chuyển sang mặt trận Vị Xuyên - Hà Giang.
Trong suốt thời kỳ chiến tranh biên giới 1979-1989, Lữ đoàn tăng - thiết giáp 406 đóng quân tập trung tại khu vực xã Thượng Hà, huyện Bảo Yên, Lào Cai.